# اورلی (آیووا)
اورلی (به انگلیسی: Everly) شهری در ایالت آیووا کشور ایالات متحده آمریکا است که جمعیت آن در سرشماری سال ۲۰۱۰ میلادی، ۶۰۳ نفر بوده‌است.